# Sana Valiulina

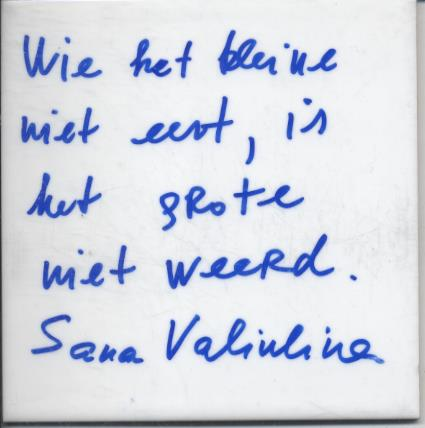
Handschrift van Valiulina

Sana Valiulina (Tallinn, 1964) is schrijver.
Met haar werk won ze in 2016 de Jan Hanlo Essayprijs (voor het boek Winterse buien). In 2006 werd haar boek Didar en Faroek genomineerd voor de Libris Literatuur Prijs. Ze studeerde Scandinavistiek in Moskou. Sinds 1989 woont ze in Nederland. Ze heeft als vertaler en docent Russisch gewerkt. Ze schrijft haar boeken in het Nederlands. Haar werk verschijnt ook in de NRC en De Tweede Ronde. 
In haar werk vertelt ze onder andere over haar vader die in het Rode Leger zat en toen hij zich overgaf aan de Duitsers naar een goelagkamp werd gestuurd.
Haar goed gerecenseerde boek Een wolf bij zijn oren pakken (2020) gaat over de Romeinse generaal en keizer Tiberius.
Als inspiratie voor haar schrijverschap noemt ze onder anderen de Franse schrijver Marguerite Yourcenar.
In de zomer van 2024 was ze te gast bij het programma Zomergasten en werd ze geïnterviewd door Jelle Brandt Corstius.